# Chloracantha lampra
Chloracantha lampra är en insektsart som beskrevs av Morgan Hebard 1922. Chloracantha lampra ingår i släktet Chloracantha och familjen vårtbitare. Inga underarter finns listade i Catalogue of Life.